# Trixoscelis discolor
Trixoscelis discolor är en tvåvingeart som beskrevs av Soos 1977. Trixoscelis discolor ingår i släktet Trixoscelis och familjen myllflugor. Inga underarter finns listade i Catalogue of Life.